# Трак

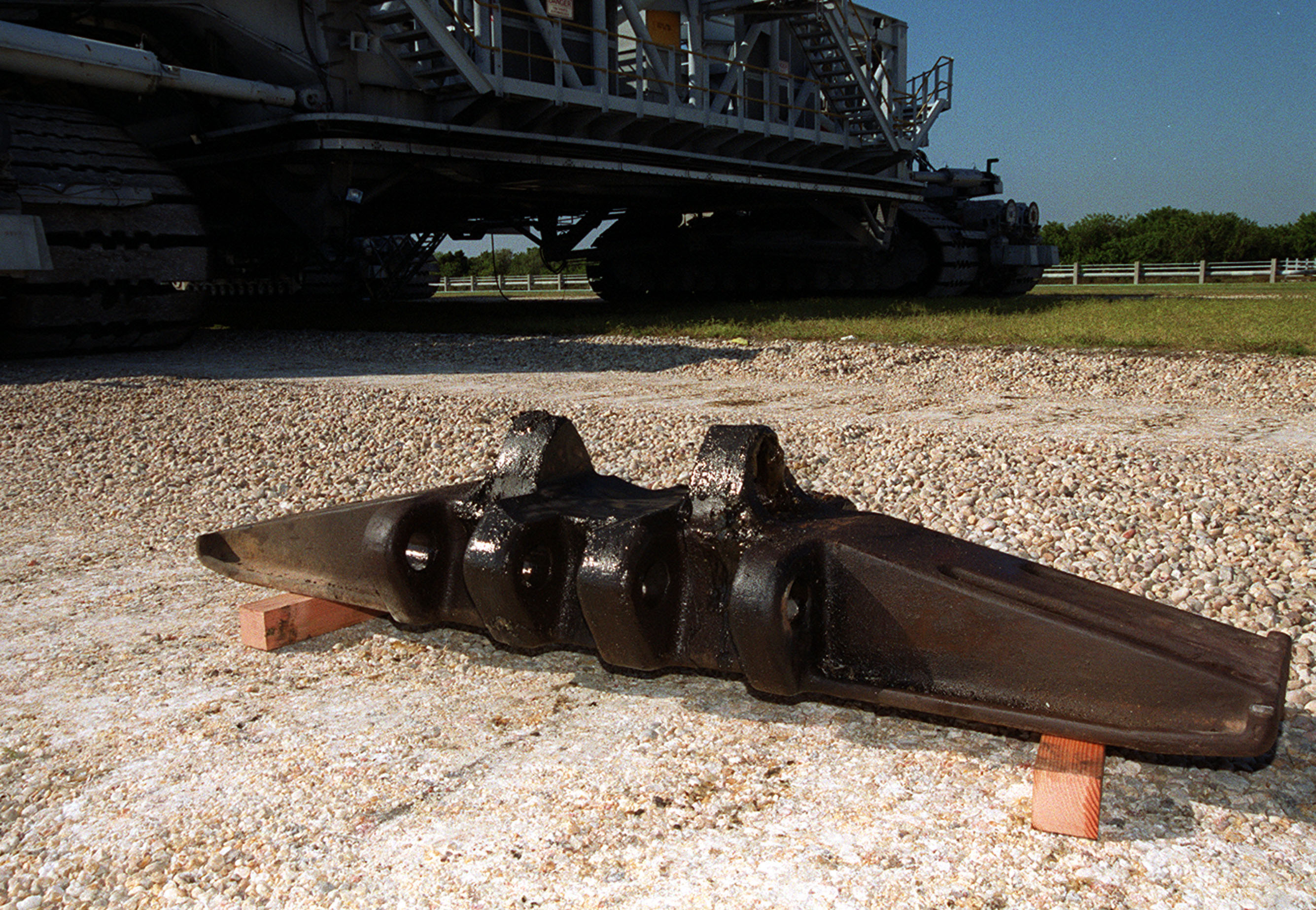
Трак гусеничного транспортёра НАСА. Вес 900 кг

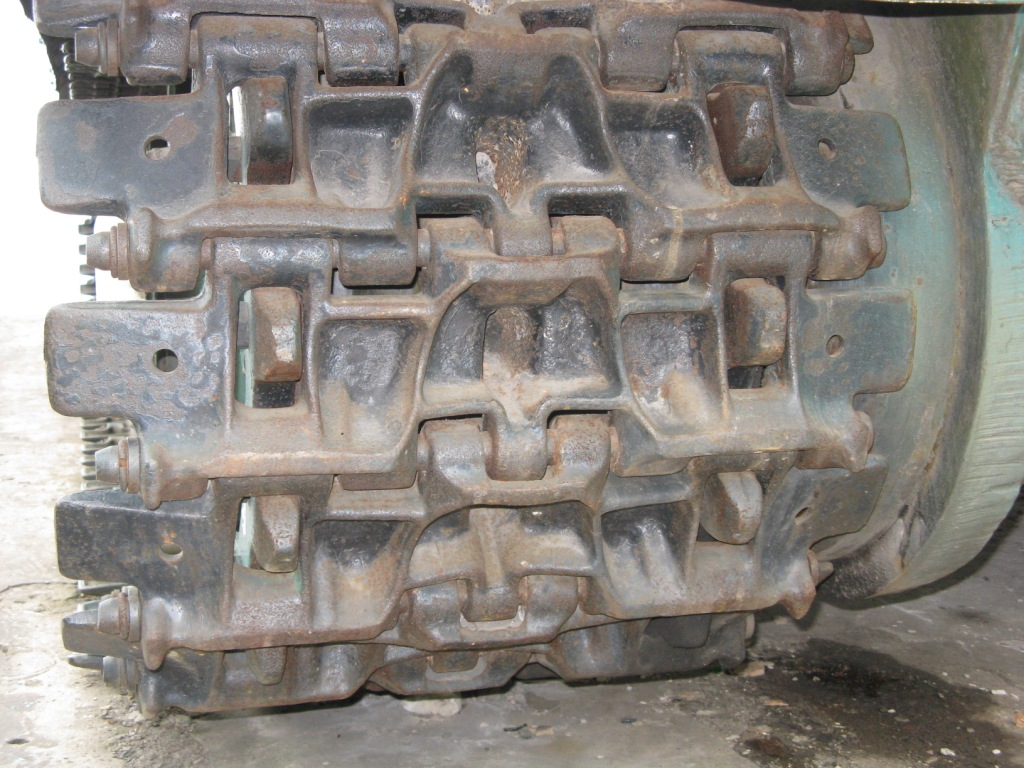
Гребневые траки танка Т-10М, в надетом состоянии.

Трак (англ. track) — звено гусеничной ленты (гусеничной цепи) машины с гусеничным ходом (трактора, танка, вездехода и т. п.). Представляет собой фигурную пластину из стали.
Как правило, траки снабжены грунтозацепами для повышения проходимости, однако, встречаются и гладкие траки.
Кроме того, траки могут быть гребневые (в данном случае на траке с внутренней стороны гусеничной ленты расположен один или несколько гребней), либо холостые, когда внутренняя поверхность гладкая.

## См. также

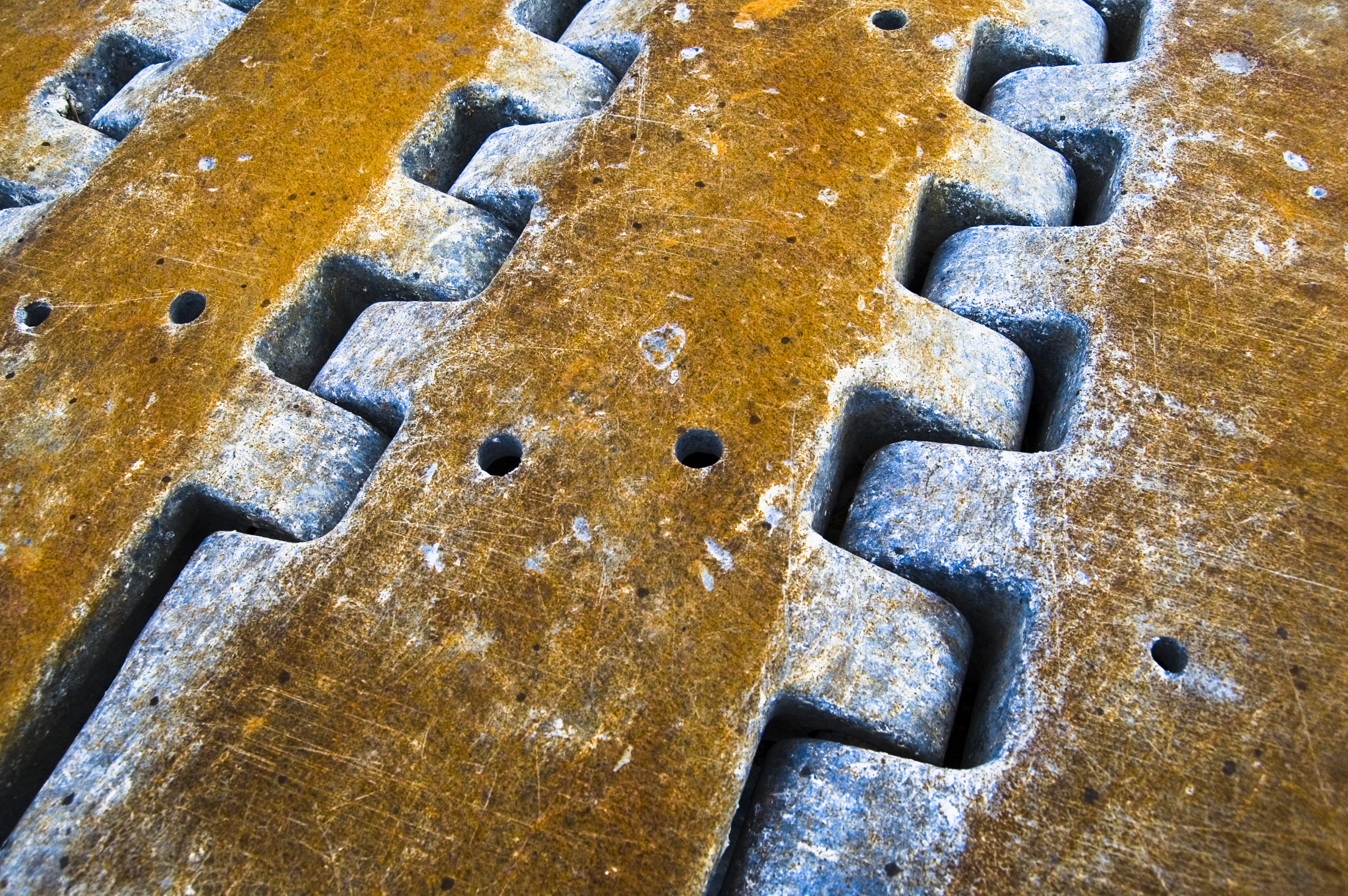
Безгребневые траки